# Raza (caballo)

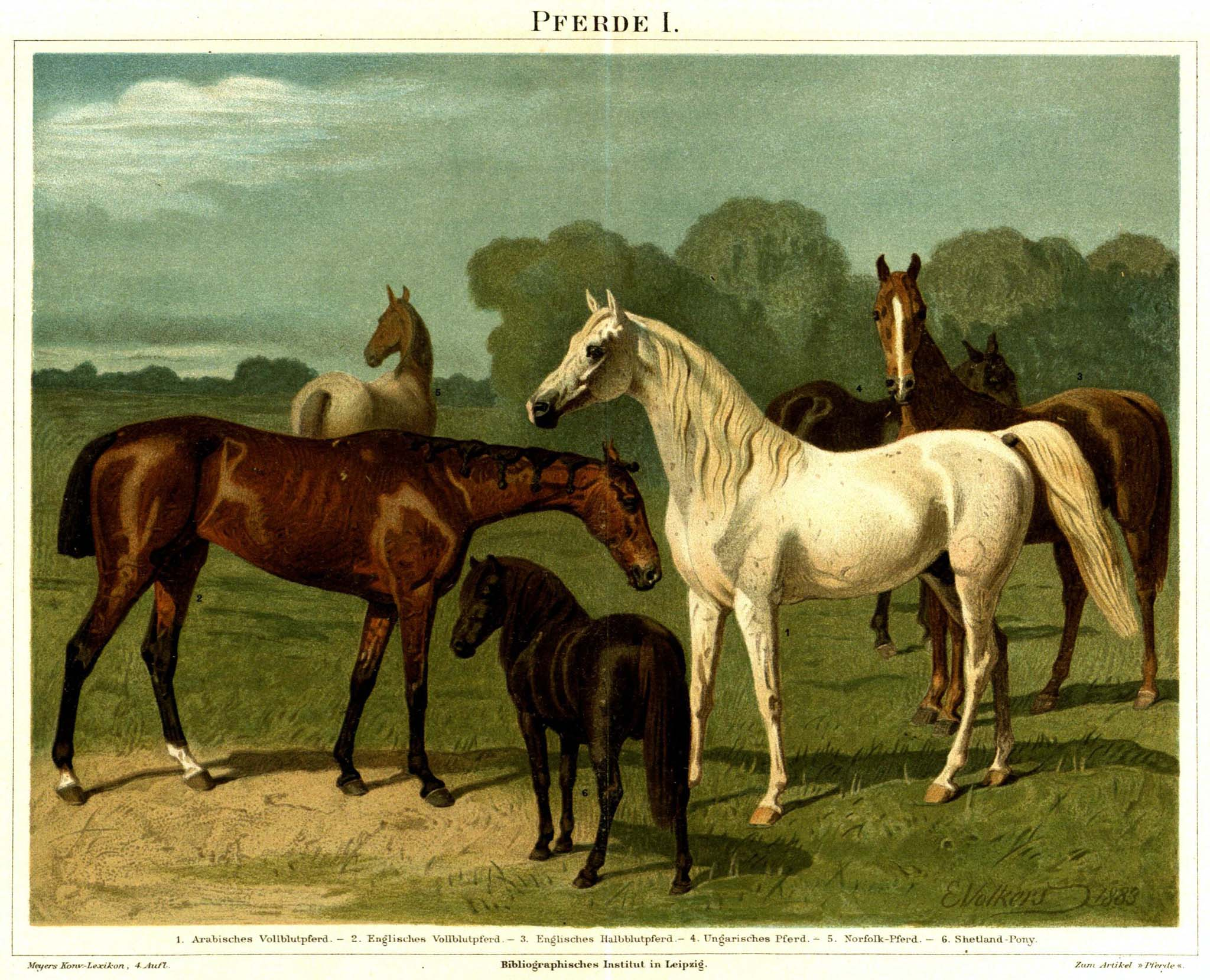
Razas de caballo de monta y de poneys.

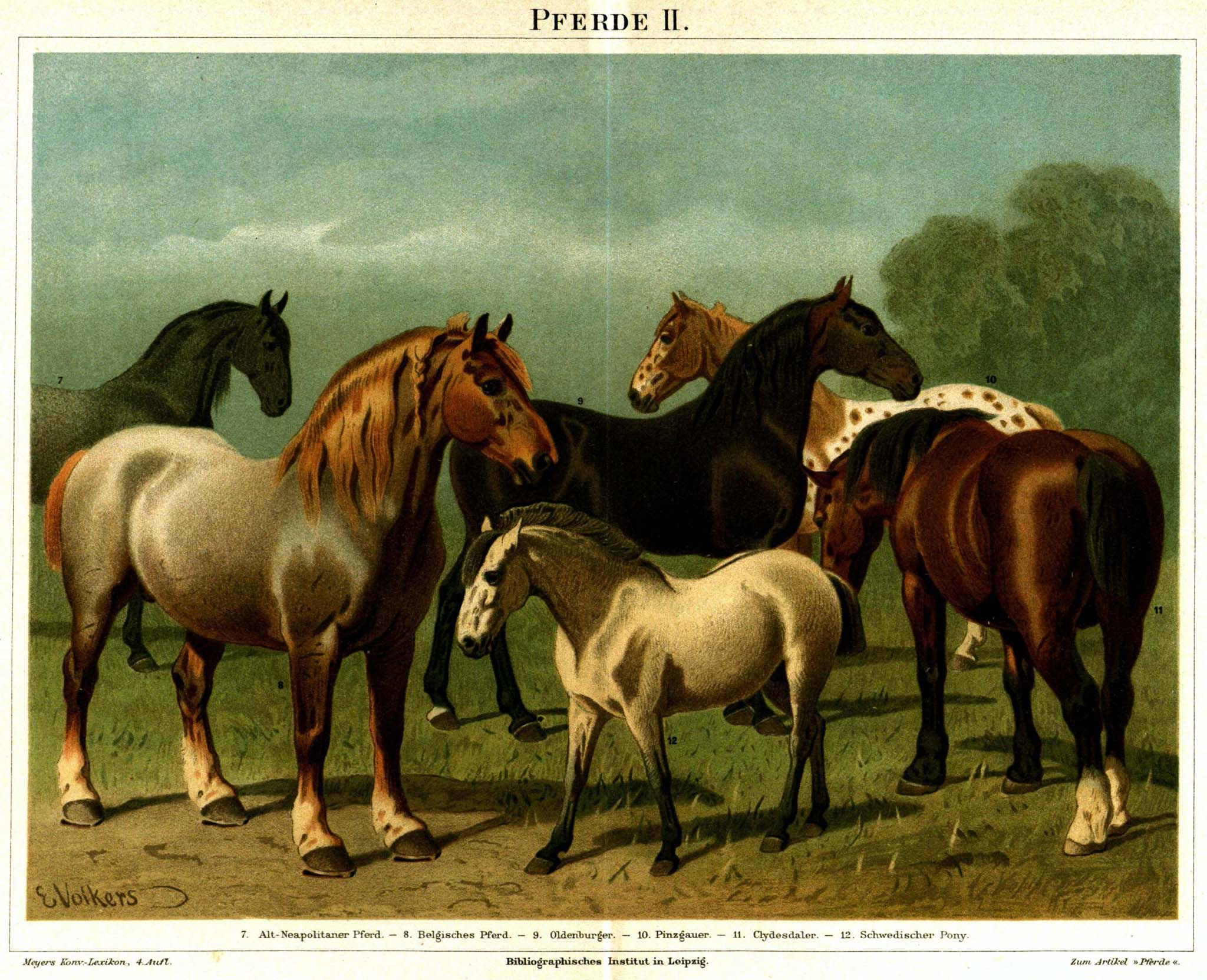
Razas de caballo de tiro y de poneys.

Las razas de caballo son las razas surgidas de la especie Equus caballus, y comprenden tanto las generadas en forma natural como las obtenidas a través de las intervenciones humanas. Sean ellas naturales o artificiales, están repartidas en casi todos los continentes, y ha sido el humano el que ha seleccionado las razas de caballo adaptándola a sus usos y necesidades.
A partir del siglo XXI, las nociones de marca y de « stud-book » tienden a sustituir a la noción de raza en el caso de los caballos de deporte ecuestre, ya que así se pone en valor la selección inducida por el hombre en cuanto a características y habilidades de los animales resultantes y de sus descendencias.

## Taxonomía y criterios
Todas las razas de caballos pertenecen a la especie Equus caballus, el « caballo doméstico ». El concepto de raza en el caso del caballo, se remonta a las clasificaciones e ideas de Linné, Lamarck, y Buffon. Se ha teorizado por parte de los hipólogos del siglo XXI en relación con la noción de raza equina, y la definición ajustada que ahora se da, basada en criterios fijados por el hombre tal como la morfología, el pelaje y la aptitud utilitaria, aún no está del todo consolidada. Comme chez d'autres animaux domestiques, les races chevalines n'ont pas de nom scientifique. Les critères qui les distinguent les unes des autres sont généralement fixés par des associations d'éleveurs. Ils restent de ce fait très subjectifs.

## Casos de caballos salvajes
El Tarpan declarado extinto ya hacia el fin del siglo XIX, era una especie o subespecie salvaje muy próxima del caballo actual.
Por su parte, el caballo de Przewalski es la única subespecie salvaje de caballo (no asilvestrada a partir de animales domésticos) que existe en la actualidad, y casi se extinguió a mediados del siglo XX, pero por suerte fue salvado de la desaparición por algunos naturalistas. Su estado actual es crítico, reducido a unas pocas manadas que viven en el Parque Nacional Hustai del suroeste de Mongolia,
el Parque Nacional Kalamery de China y varios ejemplares más en parques zoológicos de otros países. La población total es de unos 1000 ejemplares en todo el mundo.
Las poblaciones equinas domésticas, que han retornado al estado salvaje, pueden ser consideradas como razas en ciertos casos, pero bueno, en su árbol genealógico puede apreciarse la intervención humana, así que no pueden ser considerados caballos enteramente salvajes.

## Nivel de amenaza de desaparición
En el año 2008, 22,6 % de razas de caballo repertoriadas estaban en riesgo de extinción (en peligro o en situación crítica), mientras que 11,5 % estaban definitivamente extintas; por su parte, 31,8 % de razas repertoriadas no estaban amenazadas, y el 34,1 % restante tenían un status no conocido.
Cabe acotar que respecto de ciertas razas ya desaparecidas, y como consecuencia de los cruzamientos, ellas con frecuencia fueron fusionadas o absorbidas por razas vecinas. Generalmente, la causa principal de la desaparición de una raza equina, es la interrupción de la cría de la misma, a falta de demanda, y ese es precisamente el caso en varias razas de caballos de tiro, luego de la sustitución generalizada de este animal en los trabajos agrícolas por el tractor.